# Liga de Campeones de la EHF 2000-01
La Liga de Campeones de la EHF 2000-01 es la 41.ª edición de la competición. Comenzó el 2 de septiembre de 2000 y concluyó el 28 de abril de 2001. En la final de la misma el Portland San Antonio derrotó por un global de 55-46 al Fútbol Club Barcelona.

## Primera ronda
2, 3 y 4 de septiembre de 2000 (ida) - 9 y 10 de septiembre de 2000 (vuelta)
| Equipo 1              | Agr.    | Equipo 2               | Ida     | Vuelta  |
| --------------------- | ------- | ---------------------- | ------- | ------- |
| ASKİ SK               | 58 : 41 | Granitas Kaunas        | 29 : 18 | 29 : 23 |
| HC Berchem            | 44 : 68 | Hapoël Rishon LeZion   | 25 : 31 | 19 : 37 |
| Wybrzeże Gdańsk       | 53 : 46 | SKP Secovce            | 30 : 22 | 23 : 24 |
| SKA Minsk             | 52 : 42 | HV Fiqas Aalsmeer      | 28 : 20 | 24 : 22 |
| Haukar Hafnarfjörður  | 53 : 48 | HC Eynatten            | 22 : 18 | 31 : 30 |
| SPE Strovolos Nicosie | 50 : 51 | Remus Bärnbach-Köflach | 26 : 27 | 24 : 24 |
| Steaua Bucarest       | 57 : 52 | Panellínios Athènes    | 30 – 26 | 27 : 26 |
| Izviđač Ljubuški      | 41 : 54 | ZTR Zaporizhia         | 23 : 24 | 18 : 30 |

## Segunda ronda
14-15 de octubre de 2000 (ida) - 21-22 de octubre de 2000 (vuelta)
| Equipo 1             | Agr.    | Equipo 2               | Ida     | Vuelta  |
| -------------------- | ------- | ---------------------- | ------- | ------- |
| CSKA Moscou          | 39 : 54 | Wybrzeże Gdańsk        | 23 : 28 | 16 : 26 |
| SKA Minsk            | 48 : 53 | Pallamano Trieste      | 28 : 26 | 20 : 27 |
| Montpellier HB       | 45 : 41 | ZTR Zaporizhia         | 24 : 18 | 21 : 23 |
| RK Lovćen Cetinje    | 60 : 39 | Remus Bärnbach-Köflach | 30 : 16 | 30 : 23 |
| Hapoël Rishon LeZion | 42 : 50 | Redbergslids IK        | 23 : 26 | 19 : 24 |
| ABC Braga            | 55 : 50 | Haukar Hafnarfjörður   | 25 : 22 | 30 : 28 |
| Steaua Bucarest      | 47 : 63 | HC Baník Karviná       | 29 : 34 | 18 : 29 |
| ASKİ SK              | 56 : 60 | TV Suhr                | 32 : 21 | 24 : 29 |

## Fase de grupos
| Colores de la tabla                            |
| ---------------------------------------------- |
| Equipos que se clasifican a la siguiente ronda |
| Equipos eliminados de Europa                   |

### Grupo A
| Pos. | Equipo            | Pts. | PJ | G | E | P | GF  | GC  | Dif. | Clasificación |
| ---- | ----------------- | ---- | -- | - | - | - | --- | --- | ---- | ------------- |
| 1    | Celje             | 16   | 6  | 5 | 1 | 0 | 183 | 145 | +38  |               |
| 2    | Badel 1862 Zagreb | 13   | 6  | 4 | 1 | 1 | 155 | 137 | +18  |               |
| 3    | ASKI Ankara       | 3    | 6  | 1 | 0 | 5 | 153 | 167 | −14  |               |
| 4    | Redbergslids IK   | 3    | 6  | 1 | 0 | 5 | 131 | 173 | −42  |               |

 Fuente: 
| 11.11.2000 | Redbergslids IK       | 23 | 25 | Badel 1862 Zagreb     |
| 11.11.2000 | ASKI Ankara           | 25 | 32 | Celje Pivovarna Lasko |
| 18.11.2000 | Badel 1862 Zagreb     | 27 | 26 | ASKI Ankara           |
| 18.11.2000 | Celje Pivovarna Lasko | 37 | 17 | Redbergslids IK       |
| 26.11.2000 | Redbergslids IK       | 25 | 21 | ASKI Ankara           |
| 26.11.2000 | Celje Pivovarna Lasko | 29 | 26 | Badel 1862 Zagreb     |
| 02.12.2000 | Redbergslids IK       | 24 | 29 | Celje Pivovarna Lasko |
| 03.12.2000 | ASKI Ankara           | 19 | 25 | Badel 1862 Zagreb     |
| 09.12.2000 | Badel 1862 Zagreb     | 30 | 18 | Redbergslids IK       |
| 09.12.2000 | Celje Pivovarna Lasko | 34 | 31 | ASKI Ankara           |
| 16.12.2000 | Badel 1862 Zagreb     | 22 | 22 | Celje Pivovarna Lasko |
| 16.12.2000 | ASKI Ankara           | 31 | 24 | Redbergslids IK       |

### Grupo B
| Pos. | Equipo          | Pts. | PJ | G | E | P | GF  | GC  | Dif. | Clasificación |
| ---- | --------------- | ---- | -- | - | - | - | --- | --- | ---- | ------------- |
| 1    | FC Barcelona    | 14   | 6  | 4 | 2 | 0 | 155 | 133 | +22  |               |
| 2    | Montpellier HB  | 10   | 6  | 3 | 1 | 2 | 146 | 141 | +5   |               |
| 3    | Dunaferr SE     | 10   | 6  | 3 | 1 | 2 | 143 | 145 | −2   |               |
| 4    | Wybrzeże Gdańsk | 0    | 6  | 0 | 0 | 6 | 124 | 149 | −25  |               |

 Fuente: 
| 11.11.2000 | Montpellier HB  | 25 | 25 | FC Barcelona    |
| 11.11.2000 | Wybrzeze Gdansk | 21 | 25 | Dunaferr SE     |
| 18.11.2000 | Dunaferr SE     | 27 | 25 | Montpellier HB  |
| 18.11.2000 | FC Barcelona    | 31 | 22 | Wybrzeze Gdansk |
| 25.11.2000 | Montpellier HB  | 25 | 23 | Wybrzeze Gdansk |
| 26.11.2000 | Dunaferr SE     | 22 | 22 | FC Barcelona    |
| 02.12.2000 | Wybrzeze Gdansk | 21 | 23 | FC Barcelona    |
| 03.12.2000 | Montpellier HB  | 30 | 22 | Dunaferr SE     |
| 10.12.2000 | Dunaferr SE     | 21 | 17 | Wybrzeze Gdansk |
| 10.12.2000 | FC Barcelona    | 24 | 17 | Montpellier HB  |
| 16.12.2000 | FC Barcelona    | 30 | 26 | Dunaferr SE     |
| 16.12.2000 | Wybrzeze Gdansk | 20 | 24 | Montpellier HB  |

### Grupo C
| Pos. | Equipo            | Pts. | PJ | G | E | P | GF  | GC  | Dif. | Clasificación |
| ---- | ----------------- | ---- | -- | - | - | - | --- | --- | ---- | ------------- |
| 1    | ABC Braga         | 12   | 6  | 4 | 0 | 2 | 151 | 153 | −2   |               |
| 2    | THW Kiel          | 10   | 6  | 3 | 1 | 2 | 164 | 147 | +17  |               |
| 3    | GOG Gudme         | 9    | 6  | 3 | 0 | 3 | 165 | 158 | +7   |               |
| 4    | Pallamano Trieste | 4    | 6  | 1 | 1 | 4 | 159 | 181 | −22  |               |

 Fuente: 
| 11.11.2000 | ABC Braga         | 26 | 25 | GOG Gudme         |
| 11.11.2000 | Pallamano Trieste | 28 | 28 | THW Kiel          |
| 19.11.2000 | THW Kiel          | 30 | 17 | ABC Braga         |
| 19.11.2000 | GOG Gudme         | 28 | 24 | Pallamano Trieste |
| 25.11.2000 | Pallamano Trieste | 27 | 28 | ABC Braga         |
| 26.11.2000 | GOG Gudme         | 22 | 23 | THW Kiel          |
| 02.12.2000 | Pallamano Trieste | 32 | 30 | GOG Gudme         |
| 03.12.2000 | ABC Braga         | 22 | 21 | THW Kiel          |
| 09.12.2000 | THW Kiel          | 34 | 24 | Pallamano Trieste |
| 10.12.2000 | GOG Gudme         | 26 | 25 | ABC Braga         |
| 16.12.2000 | ABC Braga         | 33 | 24 | Pallamano Trieste |
| 17.12.2000 | THW Kiel          | 28 | 34 | GOG Gudme         |

### Grupo D
| Pos. | Equipo              | Pts. | PJ | G | E | P | GF  | GC  | Dif. | Clasificación |
| ---- | ------------------- | ---- | -- | - | - | - | --- | --- | ---- | ------------- |
| 1    | Lovćen Cetinje      | 13   | 6  | 4 | 1 | 1 | 160 | 150 | +10  |               |
| 2    | SDC San Antonio     | 12   | 6  | 4 | 0 | 2 | 170 | 155 | +15  |               |
| 3    | IL Runar Sandefjord | 6    | 6  | 2 | 0 | 4 | 151 | 165 | −14  |               |
| 4    | Banik Karvina       | 4    | 6  | 1 | 1 | 4 | 170 | 181 | −11  |               |

 Fuente: 
| 11.11.2000 | Lovcen Cetinje       | 25 | 22 | IL Runar Sandefjord  |
| 12.11.2000 | Banik Karvina        | 30 | 33 | Portland San Antonio |
| 18.11.2000 | IL Runar Sandefjord  | 27 | 25 | Banik Karvina        |
| 18.11.2000 | Portland San Antonio | 25 | 22 | Lovcen Cetinje       |
| 26.11.2000 | Banik Karvina        | 29 | 29 | Lovcen Cetinje       |
| 26.11.2000 | IL Runar Sandefjord  | 25 | 20 | Portland San Antonio |
| 02.12.2000 | Lovcen Cetinje       | 24 | 25 | Portland San Antonio |
| 03.12.2000 | Banik Karvina        | 34 | 26 | IL Runar Sandefjord  |
| 09.12.2000 | Portland San Antonio | 35 | 25 | Banik Karvina        |
| 10.12.2000 | IL Runar Sandefjord  | 23 | 28 | Lovcen Cetinje       |
| 16.12.2000 | Portland San Antonio | 33 | 28 | IL Runar Sandefjord  |
| 16.12.2000 | Lovcen Cetinje       | 31 | 27 | Banik Karvina        |

## Cuartos de final
24 - 25 de febrero (ida) - 3 - 4 de marzo (vuelta)
| Equipo 1          | Total   | Equipo 2       | 1.º partido | 2.º partido |
| ----------------- | ------- | -------------- | ----------- | ----------- |
| Montpellier HB    | 47 – 52 | Celje          | 24 – 23     | 23 – 29     |
| Badel 1862 Zagreb | 40 – 55 | FC Barcelona   | 17 – 29     | 23 – 26     |
| SDC San Antonio   | 49 – 37 | ABC Braga      | 25 – 16     | 24 – 21     |
| THW Kiel          | 59 – 51 | Lovcen Cetinje | 35 – 22     | 24 – 29     |

## Semifinales
24-25  de marzo (ida) - 31 de marzo (vuelta)
| Equipo 1        | Total   | Equipo 2     | 1.º partido | 2.º partido |
| --------------- | ------- | ------------ | ----------- | ----------- |
| THW Kiel        | 56 – 57 | FC Barcelona | 28 – 24     | 28 – 33     |
| SDC San Antonio | 62 – 57 | Celje        | 30 – 28     | 32 – 29     |

## Final
21 de abril (ida) - 28 de abril (vuelta)
| Equipo 1     | Total   | Equipo 2        | 1.º partido | 2.º partido |
| ------------ | ------- | --------------- | ----------- | ----------- |
| FC Barcelona | 49 – 52 | SDC San Antonio | 24 - 30     | 25 - 22     |